# ヤン・ボス
ヤン・ボス（Jan Bos、1975年3月29日 - ）は、オランダ、ハルデルウェイク出身のスピードスケート及び自転車競技選手。自転車選手であるテオ・ボスは実弟。

## 経歴
スピードスケートでは1000mのスペシャリスト的存在の選手であり、1998年の長野オリンピックにおいて、清水宏保を抑え、イツ・ポストマに次いで銀メダルを獲得。
2002年のソルトレイクシティオリンピックでも、ヘラルト・ファン・フェルデに次いで銀メダルを獲得した。2006年トリノオリンピックではオランダ選手団の旗手を務めた。
世界選手権では、1998年の世界スプリント選手権（ベルリン）、1999年の世界距離別選手権（ヘーレンフェーン）において優勝を果たしている。2011年にスピードスケートから引退した。
一方、自転車競技では、2004年アテネオリンピックにおいて、弟のテオ、テーン・ムルダーとともにチームスプリントに出場。1回戦で日本（長塚智広、伏見俊昭、井上昌己）に敗れた。

## 自己記録
| 種目   | 記録       | 日時          | 場所               |
| ------ | ---------- | ------------- | ------------------ |
| 500m   | 34秒72     | 2002年2月12日 | ソルトレイクシティ |
| 1000m  | 1分07秒20  | 2009年3月22日 | カルガリー         |
| 1500m  | 1分44秒87  | 2007年3月4日  | カルガリー         |
| 5000m  | 6分46秒59  | 2001年3月17日 | カルガリー         |
| 10000m | 15分23秒18 | 1993年3月11日 | ヘーレンフェーン   |